# Urban Lindgren
Erik Urban Lindgren (Kalix, 18 aprile 1973) è un ex fondista svedese.

## Biografia
Originario di Morjärv di Kalix, in Coppa del Mondo debuttò l'8 gennaio 1995 a Östersund (56°), ottenne il primo podio il 18 marzo 2001 a Falun (2°) e l'unica vittoria il 16 dicembre successivo a Davos.
In carriera prese parte a un'edizione dei Giochi olimpici invernali, Salt Lake City 2002 (17° nella 15 km, 13° nella staffetta), e a una dei Campionati mondiali, vincendo una medaglia.

## Palmarès

### Mondiali
- 1 medaglia:
  - 1 argento (staffetta a Lahti 2001)

### Coppa del Mondo
- Miglior piazzamento in classifica generale: 35º nel 2000
- 3 podi (tutti a squadre[1]):
  - 1 vittoria
  - 2 secondi posti

#### Coppa del Mondo - vittorie
| Data             | Località | Nazione  | Spec.                                                            |
| ---------------- | -------- | -------- | ---------------------------------------------------------------- |
| 16 dicembre 2001 | Davos    | Svizzera | 4x10 km (con Mathias Fredriksson, Niklas Jonsson e Per Elofsson) |